# Distenia ampliata
Distenia ampliata là một loài bọ cánh cứng trong họ Cerambycidae.